# Hovops pusillus
Espèce
Synonymes
- Selenops pusilla Simon, 1887

Hovops pusillus est une espèce d'araignées aranéomorphes de la famille des Selenopidae.

## Distribution
Cette espèce est endémique de Madagascar.

## Description
La femelle holotype mesure 5,6 mm.

## Publication originale
- Simon, 1887 : Espèces et genres nouveaux de la famille des Sparassidae. Bulletin de la Société zoologique de France, vol. 12, p. 466-474 (texte intégral).